# St. Nikolaus (Böseckendorf)

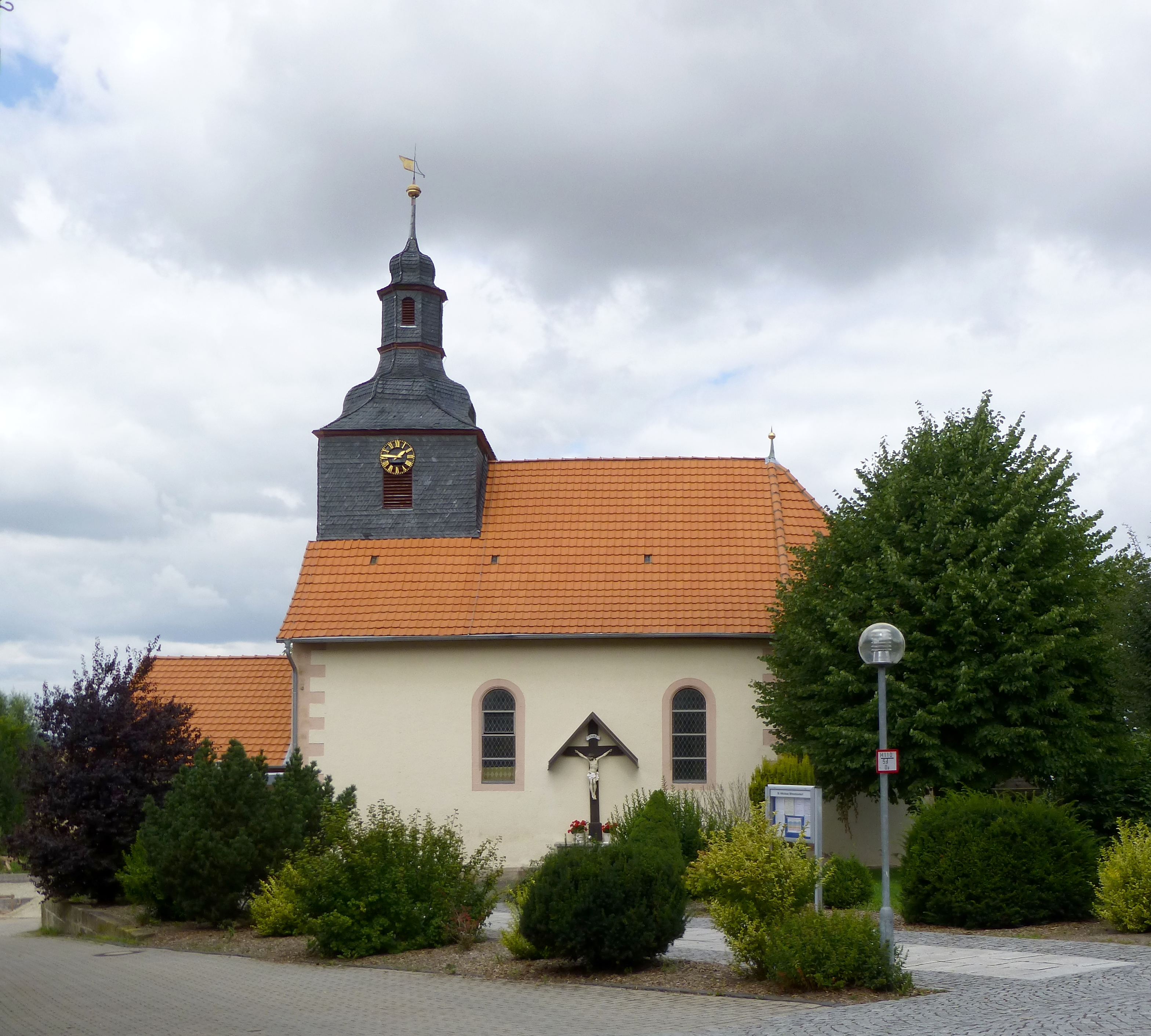
St. Nikolaus

Die römisch-katholische Filialkirche St. Nikolaus steht in Böseckendorf, in der Gemeinde Teistungen im thüringischen Landkreis Eichsfeld. Sie ist Filialkirche der Pfarrei St. Andreas Teistungen im Dekanat Leinefelde-Worbis des Bistums Erfurt. Sie trägt das Patrozinium des heiligen Nikolaus von Myra.

## Geschichte
Errichtet wurde die Kirche 1713 bis 1714 und durch Weihbischof Christoph Ignatius von Gudenus aus Erfurt im Oktober 1735 geweiht. Das Patronat übte vor 1331 und von 1420 bis 1810 das Kloster Teistungenburg und von 1331 bis 1420 das Kanonissenstift Quedlinburg aus. Demnach muss es eine Vorgängerkirche gegeben haben, zu der nichts überliefert ist.
Die seelsorgliche Betreuung war sehr unterschiedlich. Einmal war der Pfarrer vor Ort, dann aus Teistungen, sogar aus Neuendorf und Berlingerode. Die Kirchenbücher gehen bis 1652 zurück.

## Ausstattung
Der um 1720 geschaffene barocke Hochaltar zeigt im Altarblatt ein Ölgemälde der Heiligen Dreifaltigkeit, flankiert von den Aposteln Petrus und Paulus. Der reliefierte Taufstein stammt aus dem Jahr 1572.
Die beiden Chorfenster stammen aus der Kunstanstalt Oidtmann in Linnich. Sie stellen den hl. Joseph und die Virgo immaculata dar und wurden 1912 eingebaut.
Die ältere der drei Glocken, die Nikolausglocke, wurde 1712 gegossen, die beiden anderen 1995.